# Мармион, Симон
Симо́н Мармио́н (фр. Simon Marmion, ок. 1425, предположительно Амьен — 15 декабря 1489, Валансьен) — художник и иллюстратор, работавший в Северной Франции и Фландрии.

## Биография
Точная дата рождения Симона Мармиона неизвестна; предполагают, что он родился около 1425 года в Амьене, в семье художника и скульптора Жана Мармиона. Брат Симона — Милль тоже был художником; сохранились документы о его работе в Амьене в 1464 году, в Турне в 1466 году, где у него была мастерская, и в Аббевиле в 1499 году, где он окончательно осел в преклонном возрасте и, вероятно, скончался.
Обучение Симона художественным навыкам, скорее всего, протекало в основном в стенах мастерской отца, поскольку такова была средневековая традиция. В документах Амьена имя Симона регулярно появляется с 1449 по 1454 год. В 1454 году в расцвете лет, и имея уже хорошую творческую репутацию, художник был приглашён бургундским двором в Лилль для декоративного украшения знаменитого «Пира Фазана», который устроил герцог Бургундии Филипп III Добрый в честь принятия клятвы участия в так и не состоявшемся Крестовом походе. Первое упоминание о выполнении живописных работ художником также относится к 1454 году — по заказу Эшевинажа (Совета Старейшин) Амьена он написал алтарную картину с изображениями Распятия, св. Иоанна и иных святых.
Затем имя Симона появляется только в 1458 году в городе Валансьене, где, согласно документам, он арендовал разную недвижимость. Художник перебрался туда между 1454 и 1458 годами, и жил в этом городе до своих последних дней. Налоговые отчёты 1458 года свидетельствуют о растущем благосостоянии художника. Несколькими годами позднее он сыграл решающую роль в основании в Валансьене Гильдии Св. Луки (то есть гильдии художников; 1462г)), а в 1463 году расписал для часовни этой организации алтарь.
В 1465 году или чуть раньше, ему был дан весьма почётный заказ — написать портреты Карла Смелого и его невесты Изабеллы Бургундской (не сохранились). В 1465 году Симон женится на Жанне де Карубе, дочери одного из самых богатых и уважаемых горожан Валансьена.
Симон Мармион в своё время был более известен как миниатюрист, нежели как мастер станковой картины, однако о его деятельности на ниве иллюстрирования книг сохранилось только одно документальное свидетельство: в 1470 году художнику «Simon Marmion, elumineur» была выплачена окончательная сумма за роскошный бревиарий, заказанный Филиппом Добрым тремя годами ранее, в 1467 году.
Валансьен, ставший «второй родиной» художника, превозносил его талант в высшей степени. Он был самым прославленным художником этого города, а Жан Молине, хронист Филиппа Красивого и каноник Нотр Дам в Валансьене, посвятил ему многословную эпитафию, в которой выражает восторги по поводу его живописных произведений. Молине особо отмечает, что живопись Симона Мармиона приводила в восторг правящий класс, она приносила «… радость и утешение императорам, королям, герцогам и маркизам».
Художник скончался в Рождество 1489 года. Однако его слава пережила смерть, и в 1503 году поэт Жан Лемэр де Бельж воспевает его как «принца миниатюры», ставя его искусство вровень с творчеством Жана Фуке, Рогира ван дер Вейдена, ван Эйка и прочих первосортных мастеров. Во второй половине XVI века историк Иоханнес Моланус (1533—1585) по-прежнему называет его «очень известным художником», а итальянский историк и государственный деятель Франческо Гвиччардини (1483—1540) отзывается о нём как о «превосходном живописце и литераторе».
У Симона была мастерская, в которой он наставлял молодых художников; предполагают, что известная из документов художница-миниатюрист Мари Мармионн (Marie Marmionne) по всей вероятности была его дочерью.

## Станковые произведения
Не сохранилось ни одного станкового произведения Мармиона, имеющего его подпись. По косвенным данным ему был приписан «Полиптих святого Бертена», послуживший ядром, вокруг которого на основе стилистического анализа был собран ряд живописных работ. К наиболее достоверным атрибуциям, не вызывающим сильных возражений, относят:
- 1. «Алтарь Святого Бертена». Правая и левая панели — Государственные музеи, Берлин; два навершия — Национальная галерея, Лондон.
- 2. «Месса св. Григория» — Национальный музей Онтарио, Торонто
- 3. «Оплакивание Христа» — Музей Метрополитен, Нью Йорк
- 4. «Св. Иероним и донатор» — Музей искусства, Филадельфия
- 5. «Мадонна с младенцем» — Национальная галерея Виктории, Мельбурн
- 6. «Св. Доминик де Гусман» — частное собрание, США
- 7. «Богоматерь скорбящая» и «Муж печалей» — Музей изящных искусств, Страсбург

Ранее приписывались Мармиону, но затем были атрибутированы как продукция мастерской Мармиона или «круг последователей Мармиона»:
- 1. «Богоматерь скорбящая» и «Муж печалей» — Музей Гронинге, Брюгге
- 2. «Месса св. Григория» — Собор в Бургосе
- 3. «Чудо истинного креста» — Лувр, Париж
- 4. «Распятие» — Музей искусства, Филадельфия
- 5. «Христос перед Каиафой» — Музей искусства, Филадельфия
- 6. «Святые Матфей и Марк» — Музей изящных искусств, Валансьен
- 7. «Триптих», левая створка которого «Св. Климент и донатор» — Национальная галерея, Лондон, центральная панель «Мадонна с младенцем» и правая створка «Св. Елизавета Венгерская и донатриса» — ранее хранились в Музее Тиссена-Борнемисца, но затем были проданы на аукционе Сотбис и находятся в частных коллекциях.

### Алтарь Святого Бертена
Среди станковых работ Мармиона самым крупным произведением является «Алтарь св. Бертена». Художник написал его в ранний период творчества в 1459 году (работы над этим сложным сооружением велись с 1455 по 1459 год). Композиции, изображающие житие св. Бертена были написаны для главного алтаря церкви аббатства Сен Бертен в городке Сен Омер на севере Франции. Работы были заказаны и оплачены Гийомом Фийастром (ум. в 1473 г.), который занимал целый ряд высоких церковных должностей: он был епископом Вердена, Туля и Турнэ и аббатом Сен Бертена. Кроме того, он был канцлером Ордена Золотого Руна, которому посвятил большую книгу, и доверенным лицом герцога Бургундии Филиппа Доброго.
Гийом Фийастр был ключевой фигурой в бургундских правящих кругах, особенно в бургундской Пикардии, где под его началом находилось аббатство Сен Бертен. Образованный клерикал неравнодушный к литературе, скульптуре и живописи аббат Фийастр способствовал развитию искусства в подведомственных ему областях, а гробницу для себя заказал знаменитому итальянскому семейству скульпторов делла Роббиа. В разобранном виде она через Пизу была вывезена на кораблях известным банкиром и предпринимателем Томмазо Портинари в Брюгге, а затем в Сен Омер, где по окончании монтажа вызывала неизменное восхищение всех видевших её.
Симон Мармион расписал створки алтаря, которые закрывались в будние дни, и раскрывались по праздникам, поэтому они расписаны с двух сторон. В центре алтаря находилась скульптурная композиция из позолоченного серебра, изображающая несколько сюжетов из Священного писания — Распятие, Благовещение, Встреча у золотых ворот, Noli me tangere, и Неверие Фомы. Впоследствии, в 1793 году во время Французской Революции, когда монастырь Сен Бертен подвергся разорению, эти композиции из драгоценных металлов были утрачены.
В 1824 году расписанные створки были сняты со своего места и проданы одним арт дилером нидерландскому королю Вильгельму II. В 1905 году их приобрёл Берлинский музей. С внутренней стороны створки расписаны в цветной палитре, с внешней стороны гризайлью.
Внутренняя сторона содержит сцены из жития св. Бертена, которые располагаются по горизонтали как фриз, поделённый на ячейки архитектурными кулисами. На левой створке (56х147см):
- 1. Донатор Гийом Фийастр, епископ Туля, основатель аббатства Сен Бертен.
- 2. Рождение св. Бертена.
- 3. Вступление св. Бертена в Орден Бенедиктинцев.
- 4. Прибытие св. Бертена в Феруан (Св. Омер принимает пилигрима Бертена и двух его друзей).
- 5. Основание и строительство нового монастыря.

На правой створке (56х147 см):
- 1. Чудо св. Бертена (отделение воды от вина в бочке; свидетель этого чуда раскаивается и постригается в монахи).
- 2. Чудо излечения рыцаря и его обращения в монахи.
- 3. Св. Бертен принимает Виннока и его братьев (четыре аристократа принимают постриг).
- 4. Сокрушение замыслов искусителя, явившегося в образе женщины.
- 5. Смерть св. Бертена.

На оборотной стороне створок гризайлью написаны святые евангелист Марк, пророк Михей, Иоанн Богослов, царь Соломон, Благовещение, царь Давид, евангелист Матфей, пророк Исайя и евангелист Лука.
Навершия створок, хранящиеся в Национальной галерее, Лондон, (каждая 57,5 х 20,5 см), содержат изображения хора ангелов, поющих радостную песнь по поводу рождения св. Бертена, и ангелов, уносящих его душу в рай после смерти.
- Святые и пророки, внешняя сторона левой створки. Около 1459 г. Государственные музеи, Берлин.
- Святые и пророки, внешняя сторона правой створки. Около 1459 г. Государственные музеи, Берлин.
- Хор ангелов. Около 1459 г. Национальная галерея, Лондон
- Ангелы уносят душу св. Бертена в рай. Около 1459 г. Национальная галерея, Лондон.

## Миниатюра
Экземпляр «Больших французских хроник» с иллюстрациями Мармиона (заказчик рукописи — настоятель аббатства Сен-Бертен Гийом Фийастр) в настоящее время хранится в Российской национальной библиотеке (Санкт-Петербург). В манускрипте 25 больших миниатюр (215 x 258 мм) и 65 малых. Они сопровождают текст, который является отражением бургундской точки зрения на события и в котором делается попытка доказать справедливость претензий Филиппа Доброго на французский престол. Из них 14 миниатюр — сложные сцены, выполненные в богатой цветовой гамме, другие же — довольно скромные по колориту, в технике, близкой к гризайли. В РНБ находится также медицинский трактат с портретом Филиппа Доброго и геральдическими мотивами.
Манускрипт «Видение Тундала», созданный в скриптории Давида Обера, Музей Гетти (1475) — ещё одна значительная работа Мармиона, он иллюстрировал множество других рукописей, среди них — Часослов Хута (ок. 1480, Британская библиотека) с 24 полностраничными миниатюрами и 74 малыми. Часослов, известный как «Ла Флора» и находящийся в настоящее время в Неаполе, содержит 22 миниатюры Мармиона в полную страницу. На них представлены группы персонажей крупным планом, по пояс. Эти композиции считаются «самым оригинальным иллюминированием и, возможно, самым большим успехом» художника. Рукописи, оформленные Мармионом, хранятся также в Библиотеке Моргана и Хантингтонской библиотеке.
«Часослов Симона Мармиона» (это не единственная рукопись с таким названием) из Музея Виктории и Альберта в Лондоне (1475—1481), размером 11×7,6 см — пример миниатюрных богато украшенных часословов, какие были модны в то время. Поля часослова оформлены особенно изысканно, здесь можно видеть не только обычные для декора цветы и листья, но и изображения изделий из слоновой кости и эмали, а также других сувениров, из тех, что собирали паломники. Книга, вероятно, делалась не на заказ, поскольку в ней нет ни одного геральдического мотива и в календаре не отмечены дни святых покровителей владельца. В то время в Северной Франции и Брюгге практиковалось создание часословов на продажу, но, обыкновенно, качество их исполнения было более низким. Единственная полностраничная миниатюра без декоративных полей в книге — необычная сцена «Небеса и Ад», располагающаяся рядом со «Страшным Судом». Две нижние трети листа отведены под картину Ада, выше обнажённые фигуры переходят по узкому мосту через озеро к Небесам, стараясь уклониться от дьяволов, которые шестами с крюками пытаются зацепить души умерших. Многие сцены из «Видений Тундала» и «Сон Карла Лысого» из Петербургских «Хроник» Мармиона содержат мотивы, предвосхищающие творения Иеронима Босха.
Стиль художника определяется как синтез северо-французской живописной школы и фламандско-нидерландского направления живописи с его новаторским подходом к композиции и пейзажу. В своих произведениях Мармион демонстрирует владение техническими приёмами построения перспективы, однако фигуры персонажей непропорциональны, а их позы угловаты.

## Проблема атрибуций
С конца XIX до середины XX века историки искусства приписали множество различных работ Мармиону. Однако с 1969 года наметилась другая тенденция: пересмотр атрибуций. По мнению историка искусства Антуана де Шривера (фр. Antoine de Schruyver), корпус работ, традиционно приписываемых Мармиону, был выполнен разными художниками. По оценке Шривера, известно приблизительно 40 произведений (манускриптов и станковой живописи) Мармиона. Несмотря на то, что сохранилось немало документов, в которых упоминается художник, большая часть их касается дел по принадлежавшему ему недвижимому имуществу, и не может быть использована для определения авторства художника.
Точно известно, что Мармион получил заказы от аббата Сен-Омера Гийома Фийастра на алтарный образ со сценами из жизни св. Бертена и «Большие Французские хроники» и ещё один манускрипт. Для Филиппа Доброго Мармион выполнил между 1467 и 1470 годами бревиарий, отдельная миниатюра из которого, возможно, находится сейчас в Метрополитен-музее (коллекция Роберта Лемана).